# Malḩas-e Omm ol Ḩīl
Malḩas-e Omm ol Ḩīl är en ort i Iran.   Den ligger i provinsen Khuzestan, i den centrala delen av landet, 600 km söder om huvudstaden Teheran. Malḩas-e Omm ol Ḩīl ligger 72 meter över havet och antalet invånare är 212.
Terrängen runt Malḩas-e Omm ol Ḩīl är platt åt sydväst, men åt nordost är den kuperad. Runt Malḩas-e Omm ol Ḩīl är det ganska tätbefolkat, med 62 invånare per kvadratkilometer. Närmaste större samhälle är Omīdīyeh, 15,7 km sydost om Malḩas-e Omm ol Ḩīl. Trakten runt Malḩas-e Omm ol Ḩīl är ofruktbar med lite eller ingen växtlighet.